# Principado de Ratisbona
O Principado de Ratisbona (em alemão:  Fürstentum Regensburg) foi um principado do Sacro Império Romano e da Confederação do Reno que existiu entre 1803 e 1810. Sua capital era a cidade de Ratisbona, atualmente na Baviera, Alemanha.

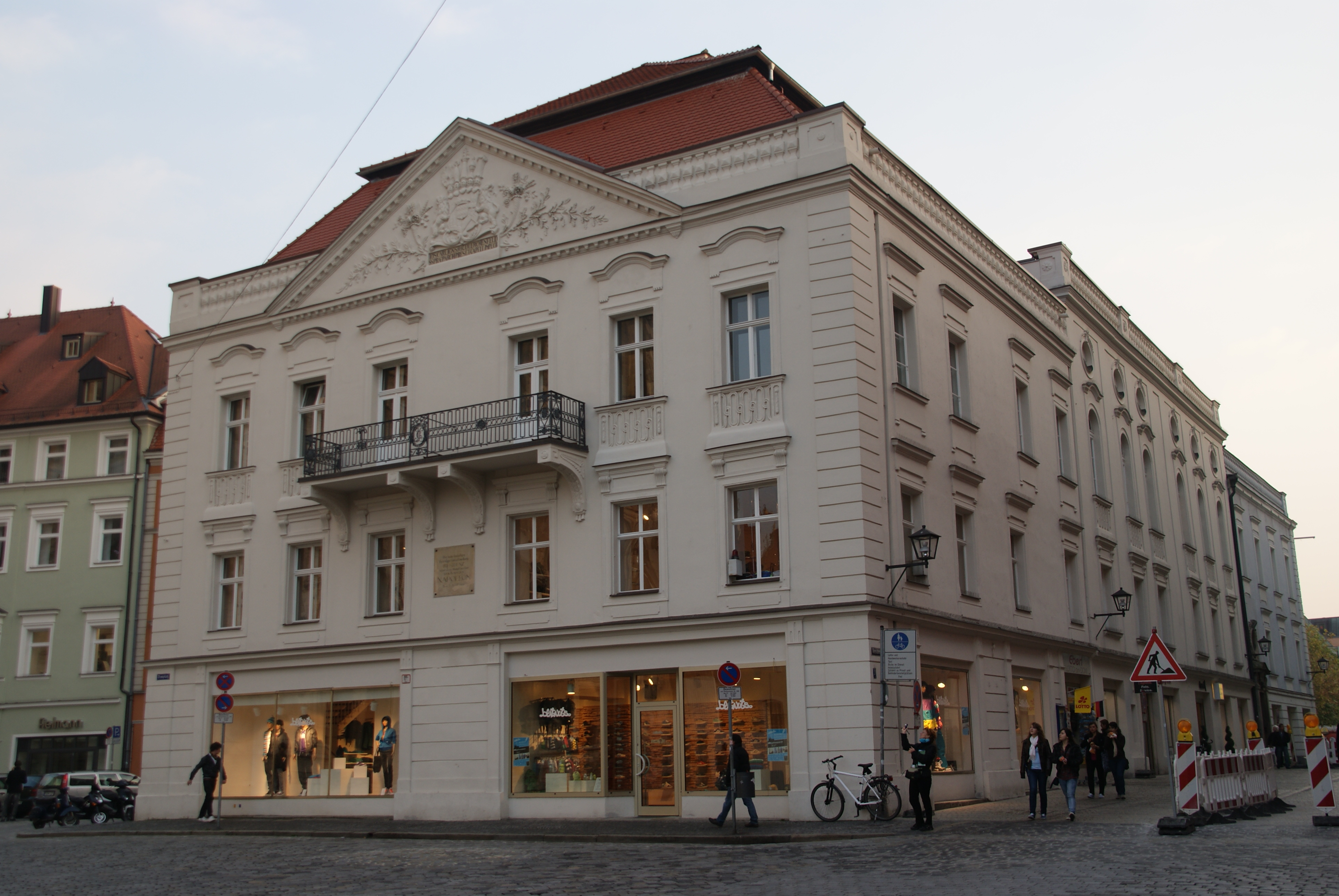
Residência do príncipe primaz von Dalberg em Ratisbona